# Piozzano
Piozzano ist eine italienische Gemeinde (comune) mit 578 Einwohnern (Stand 31. Dezember 2023) in der Provinz Piacenza in der Emilia-Romagna. Die Gemeinde liegt etwa 21,5 Kilometer südwestlich von Piacenza im Val Luretta und gehört zur Comunità Montana Appennino Piacentino. Bis 1875 lautete der Name der Gemeinde Pomaro Piacentino und der Verwaltungssitz der Gemeinde befand sich in Pomaro, einem der heutigen acht Ortsteile Piozzanos.

## Geschichte
Die Kirche San Vitale martire im Ortsteil Pomaro geht auf das Jahr 948 zurück.